# Nosybus venustus
Nosybus venustus is een insect uit de familie van de Berothidae, die tot de orde netvleugeligen (Neuroptera) behoort. 
Nosybus venustus is voor het eerst wetenschappelijk beschreven door U. Aspöck & H. Aspöck in 1983.